# Estádio Heriberto Hülse
O Estádio Heriberto Hülse, apelidado de "Majestoso", é um estádio de futebol localizado na cidade de Criciúma, estado de Santa Catarina, Brasil, de  propriedade do Criciúma Esporte Clube.
É o único estádio de futebol de Santa Catarina com completa cobertura para os torcedores. Atualmente, tem capacidade para 19.225 torcedores, em decorrência de uma adequação as normas do estatuto do torcedor.

## História
Foi inaugurado em 16 de outubro de 1955, com uma partida entre Comerciário e Imbituba, onde a equipe imbitubense venceu por 1 a 0.
O nome do estádio é uma homenagem ao ex-governador do estado de Santa Catarina, Heriberto Hülse, por ser uma figura política que representou o sul Catarinense, onde se situa a cidade de Criciúma e por vez o Majestoso.
No início, o gramado foi projetado ao contrário do que é hoje, sendo uma das goleiras voltadas para o portão principal. Foi o goleiro do Comerciário, Mário, que alertou a diretoria. Naquela posição o sol atrapalharia os zagueiros e o goleiro a qualquer hora do dia.
O estádio do Criciúma Esporte Clube, um dos principais do estado de Santa Catarina, já abrigou competições de nível internacional como a Copa Libertadores da América de 1992, época na qual foi completamente adaptado para competição.
O maior público em um estádio de futebol em Santa Catarina registrado foi em 6 de agosto de 1995 no jogo Criciúma 1 x 0 Chapecoense pelo Campeonato Catarinense. O jogo teve um público de 31.123 presentes e uma renda de R$ 1.499.815,00. O jogo foi para a prorrogação, terminando com o placar de 1x0 para o Tigre, que assim se tornou campeão mais uma vez dentro do Majestoso.
O segundo maior público foi em 1992 com o Grêmio, onde mais de 25 mil torcedores pagaram para assistir o jogo.

## A estrutura
Atualmente o estádio Heriberto Hülse conta com:
- 100% das arquibancadas cobertas.
- Sistema de câmeras de vigilância.
- Duas ambulâncias de pronto atendimento.
- Camarotes e área de cobertura da imprensa recém construídos com padrões modernos a nível de grandes estádios brasileiros.
- Bares e banheiros masculinos e femininos inclusive no setor visitante.
- Placar eletrônico.
- Fosso de proteção para evitar invasão ao gramado.
- Academia e piscina para utilização dos jogadores do clube.
- Alojamento para a concentração do elenco e para abrigar as categorias de base.
- Sala de troféus com vitrine.
- Seis torres de iluminação mais quatro estruturas de iluminação abaixo delas.
- Elevador panorâmico de acesso à tribuna de honra e camarotes.
- Salas e dependências da diretoria.
- Restaurante.
- Estacionamento.
- Acoplado ao Heriberto Hülse encontra-se o Ginásio Colombo Machado Salles, que já foi utilizado para jogos de futsal. Com a extinção da categoria de futsal no clube, foi instalado grama sintética, para treino do elenco em dias chuvosos.

Em 2011 a diretoria do Criciúma Esporte Clube lançou a nova loja Tigre Maníacos, anexo ao estádio, onde será vendido produtos do clube e também projeta lançar um museu contando toda a história do estádio e do clube.

## Jogos importantes
Em 1991, o Heriberto Hülse foi palco da decisão da Copa do Brasil, entre Criciúma x Grêmio, onde com o empate de 0x0 o Tigre se consagrou campeão do Brasil dentro do Majestoso.
No ano seguinte, 1992, o estádio foi completamente reformado para atender as exigências da FIFA, pois o Criciúma iria jogar a Copa Libertadores da América daquele ano.
Esse campeonato recebeu o grande confronto brasileiro da competição entre Criciúma x São Paulo, os únicos representantes brasileiros na corrida pelo título das Américas, o Campeão Brasileiro de 1991 x o Campeão da Copa do Brasil de 1991, onde dentro do Majestoso o Tigre venceu o tricolor paulista por 3x0 e na segunda fase da competição foi eliminado pelo mesmo também dentro do Heriberto Hülse pelo empate de 1x1.
Em 2002, novamente o Majestoso foi palco de uma final de campeonato nacional, desta vez a decisão do Brasileiro Série B 2002 entre Criciúma x Fortaleza. Chovia muito no dia, o estádio estava lotado, o jogo foi emocionante e não havia momento melhor para que o Criciúma levantasse a taça de Campeão Brasileiro dentro do Heriberto Hülse vencendo o Fortaleza pelo placar de 4x1.
Este estádio também é palco da maior goleada do Campeonato Brasileiro de Futebol de 2004, onde o Tigre massacrou de virada o time do Goiás pelo placar de 7x2.
Em 2006, o Criciúma sagrou-se Campeão Brasileiro da Série C dentro do Heriberto Hulse com uma goleada de 6 a 0 sobre o Vitória e neste jogo, o goleiro Zé Carlos do Criciúma fechou o placar com um gol de falta no gol do Colegião.
No dia 23 de outubro de 2010, o Majestoso vibrou com mais de 19.000 espectadores para prestigiar a promoção do Criciúma Esporte Clube a segunda divisão nacional vencendo o Macaé pelo placar de 2x0.
Em 2012, o estádio esteve lotado durante toda Série B, conquistando o acesso a Série A.

## Episódios marcantes
Em 2008, em uma partida válida pelo Campeonato Catarinense de Futebol, a torcida do Avaí Futebol Clube conseguiu entrar no estádio com uma bomba caseira. Próximo ao final da partida, ela foi arremessada contra a torcida tricolor, em meio a tantos civis, ela foi parar próxima de um senhor muito debilitado pela idade, o aposentado e fanático torcedor do Tigre, Ivo Costa ou carinhosamente chamado pela torcida de Seu Ivo.. O artefato foi parar próximo de Seu Ivo, que teve como única opção afastar com as próprias mãos, sem tempo suficiente acabou explodindo ao seu lado, ocasionando a perda de sua mão direita. Ivo veio a falecer em 2010, por causas naturais.
Outro episódio que marcou o Heriberto Hülse foi um vendaval que atingiu Criciúma em 2009 e danificou parte da cobertura do estádio. Tempos depois, a área atingida foi reparada e, com isto, o estádio voltou a ser 100% coberto.